# La Chapelle-Taillefert
La Chapelle-Taillefert – miejscowość i gmina we Francji, w regionie Nowa Akwitania, w departamencie Creuse.
Według danych na rok 1990 gminę zamieszkiwało 310 osób, a gęstość zaludnienia wynosiła 22 osoby/km² (wśród 747 gmin Limousin La Chapelle-Taillefert plasuje się na 349. miejscu pod względem liczby ludności, natomiast pod względem powierzchni na miejscu 468.).

## Populacja

Populacja La Chapelle-Taillefert w latach 1962–2008